# Раєцькі Теплиці
Раєцьке Теплиці (словац. Rajecké Teplice) — місто, громада Жиліна, Жилінський край, регіон Горне Поважіє. Кадастрова площа громади — 11,85 км².
Населення 3017 осіб (станом на 31 грудня 2017 року).

## Географія
Протікають Порубський потік; Кунерадський потік; Межигірський потік і Странський потік.

## Історія
Раєцьке Теплиці згадується 1376 року.

## Населення
| Рік:            | 1994. | 2004.   | 2014.   | 2024.   |
| --------------- | ----- | ------- | ------- | ------- |
| Кількість осіб: | 2597  | 2728    | 2948    | 2833    |
| Різниця:        |       | +5,04 % | +8,06 % | -3,90 % |

| Рік:            | 2023. | 2024.   |
| --------------- | ----- | ------- |
| Кількість осіб: | 2847  | 2833    |
| Різниця:        |       | -0,49 % |